# 피터 아놀드 하이세

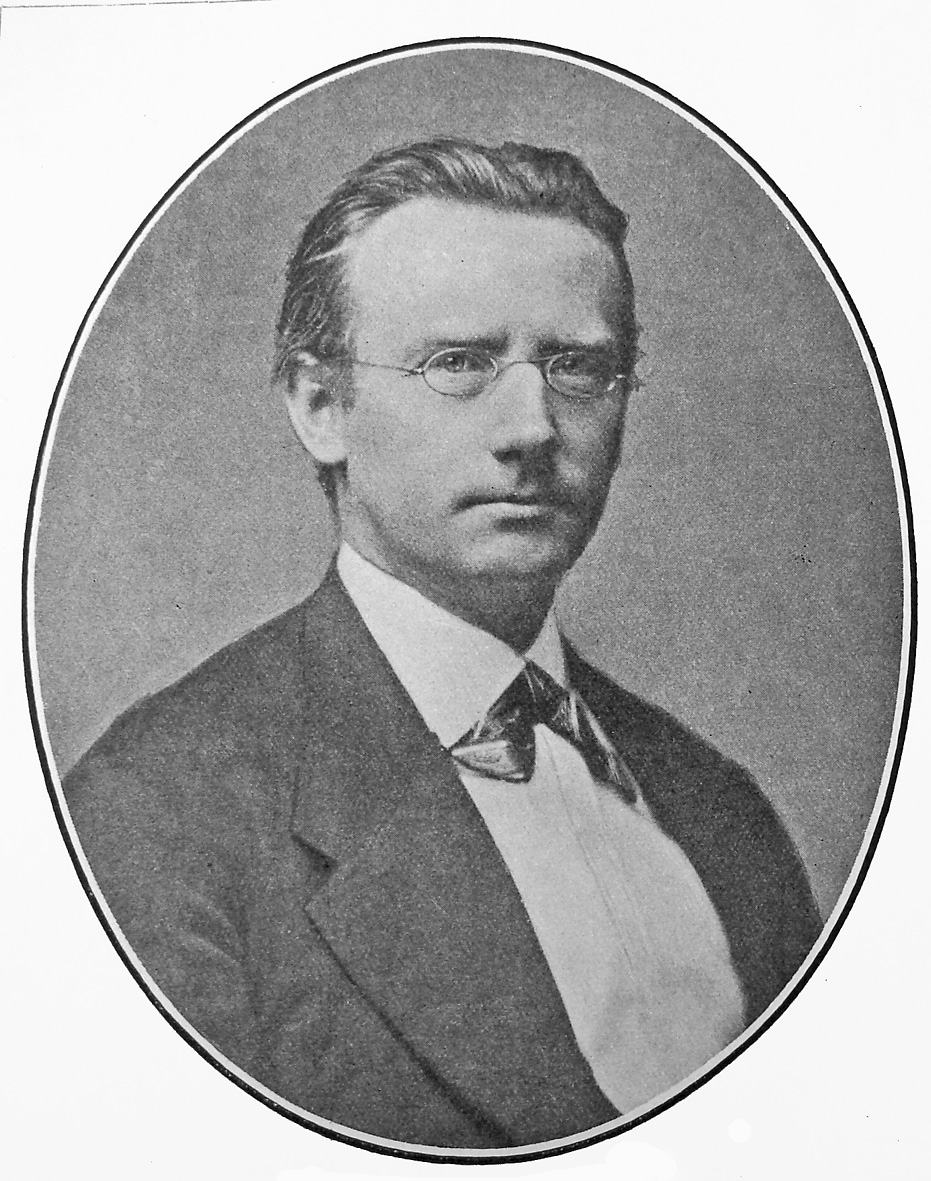

피터 아놀드 하이세(Peter Arnold Heise, 1830년 2월 11일 ~ 1879년 9월 12일)는 Drot og Marsk라는 오페라로 잘 알려진 덴마크의 작곡가이다.
하이세의 부모는 그가 변호사가 되길 희망하였으나 그는 학교에서 음악 점수가 높았기에 진로를 변경하였다. 19세 나이로 작곡을 시작했다. 어려서 그는 일반인들로부터 수백개의 민요를 수집하였다. Tornerose(잠자는 미녀)와 Bergliot(덴마크 역사 로맨스)에 이 곡조를 사용했다. 그의 스타일에 큰 영향을 준 닐스 가데 밑에서 공부했다. 1857년부터 1865년까지 소뢰 아카데미의 교수를 역임했다. 1860년에 한스 크리스천 앤더슨의 시 Jylland mellem tvende Have(두 바다 사이의 유틀란트)의 세팅을 맡았다.

## 참고 자료
- 〈Heise, Peder〉. 《신 국제 사전》. 1905.
- Peter Heise Piano Quintet, Cello Sonata and Fantasy Pieces soundbites and discussion of works.
- Free scores by 피터 아놀드 하이세 - 국제 악보 도서관 프로젝트 (IMSLP)